# 이재옥
이재옥(1939년 8월 1일~1998년 2월 20일)은 대한민국의 정치인이다. 제12대 국회의원을 지냈다.

## 역대 선거 결과
|  | 3.77% |

|  | 14.20% |

|  | 17.04% |

|  | 25.52% |